# 大西部铁路战争纪念碑
大西部铁路战争纪念碑坐落在倫敦帕丁頓車站一站台，是托马斯·泰特、查尔斯·萨金特·贾格尔创作的第一次世界大战纪念物，旨在纪念大西部鐵路约2,500位一战烈士。该司近80,000职工约三分之一背井离乡投身第一次世界大战，公司承诺为他们保留职位，车间转为制造军火，铁路网运送军人和装备。大西部铁路设想多个战争纪念方案，最后决定请贾格尔设计雕塑，但部分官员尚不齐心，中意其他设计方案，贾格尔一度威胁走人。设计大西部铁路战争纪念碑的同时，贾格尔还负责好几个战争纪念物，其中包括他最有名的作品皇家炮兵纪念碑。
纪念碑主体是军人身穿厚重冬衣看家书的铜像，脚下是打磨的花岗岩基座，身后是白色岩壁。记载烈士姓名的卷轴埋在基座下面。1922年11月22日，公司总裁维克多·斯宾塞为纪念碑揭幕，现场除大西部铁路官员外，还有坎特伯雷大主教和六千多烈士家属。等待观礼的群众人数极多，大西部铁路为此在两个站台和站台间铁轨建造观景台。
半个多世纪后，英国陆军邮政局纪念碑于1981年揭幕，以贾格尔的作品为模型；2014年第一次世界大战百年纪念之际，纪念碑又用于鼓励人们写信。新冠病毒疫情期间，大西部铁路各网点社区把花圈挂上火车运到帕丁顿站，用于休战日纪念活动。

## 背景

### 大西部铁路
大西部鐵路是20世纪初英国大型铁路企业，铁路网以倫敦帕丁頓車站为核心向外发散，覆盖英格兰西部与南部大部分地区和南威尔士，抵达英格蘭中部地區。第一次世界大战爆发后所有铁路收归政府管控，:10–11战争初期主要用于把军人和物资送到港口等待运往法国，或直接送至国内军事基地，特别是普利茅斯造船厂和索尔兹伯里平原周边陆军基地:12–17。
与其他用人大户一样，大西部铁路大量职工弃业从戎，人力方面对一战贡献之大是公司荣誉感的重要源泉，各铁路企业在从军雇员人数方面还存在激烈竞争。大西部铁路承诺，离职从军者战争结束后可回归岗位。战争爆发的1914年8月就有四千多职工征召入伍（大多是预备役人员），十月结束前增至8,500。公司12月首次公布伤亡人数，据报已有58人阵亡，两百人受伤或被俘。:181916年6月，公司入伍职工已超2.3万，铁路为确保继续运作不得不加以控制。再有雇员志愿入伍就需要领导层审批，部分重要岗位人员不能离职:20–29。1914年大西部铁路约有7.8万职工，其中约三分之一（2.4万）参军，1918年11月阵亡人数已达1,902人，纪念碑上采用的总人数是2,524:163–164。除人力外，公司把大部分船只充作军用:30–43，还运作救护列车，在车间生产弹药:46。

### 设计与建筑师

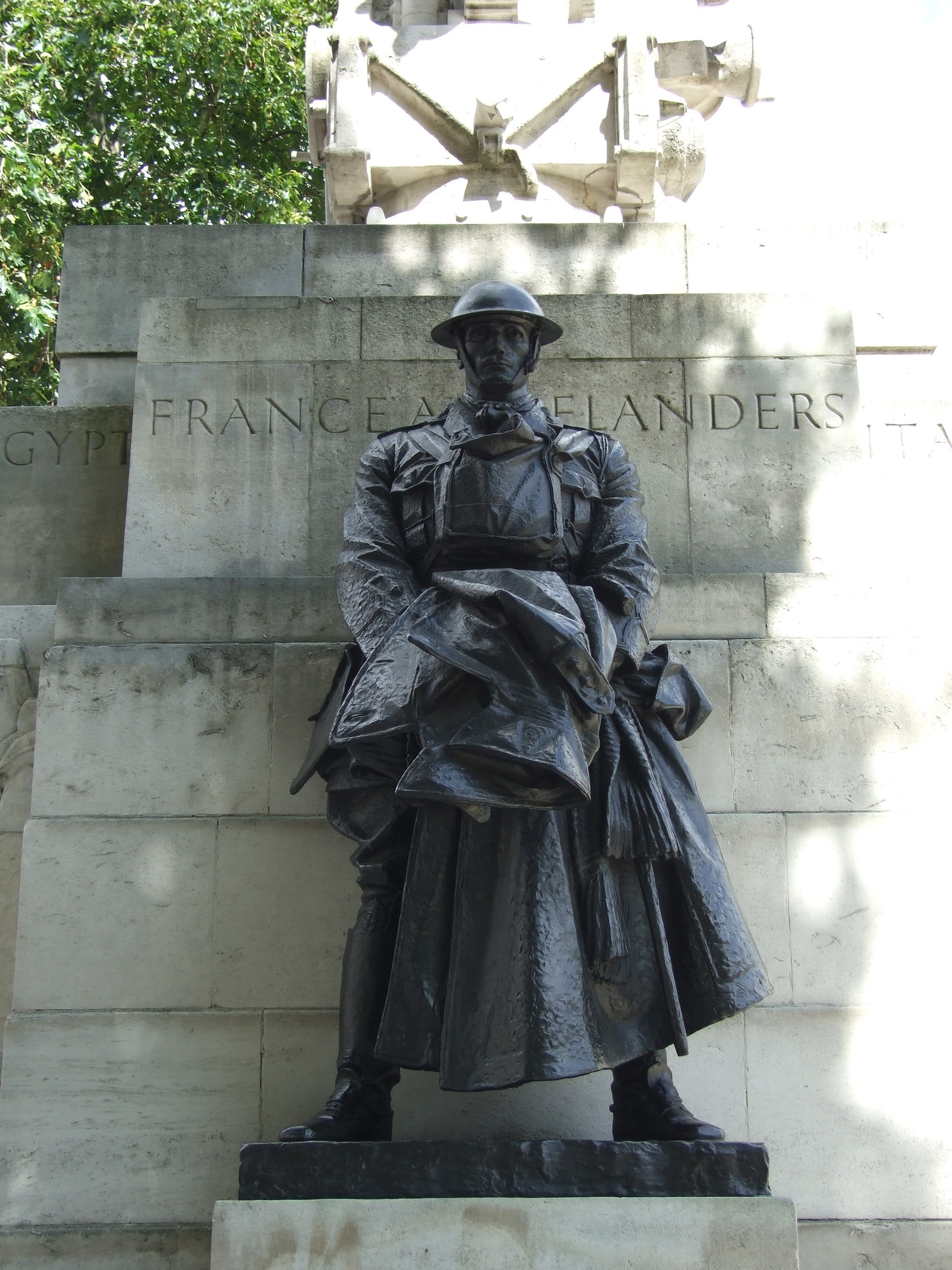
贾格尔以真实塑造军人形象闻名，上图是他创作的皇家炮兵纪念碑人物

一战结束后，英国各地涌现成千上万的戰爭紀念建築，许多是私营公司为职工所立。雕塑家查尔斯·萨金特·贾格尔投身英国陆军，战争期间多次负伤并因勇敢获颁軍功十字勳章，战后凭设计战争纪念物在美术界站稳脚跟。他设计的第一个战争纪念建筑是霍莱克与西柯比战争纪念碑，极富表现力的人像赢得高度赞誉，1921年在皇家艺术研究院展出，促使英格兰各地与海外许多国家和地区委托他设计战争纪念物。大部分一战纪念物是建筑师负责，贾格尔在该领域无疑比其他英国雕塑家更成功，许多知名项目委托他接手。:26:92–93设计大西部铁路战争纪念碑的同时，贾格尔还负责好几个战争纪念物，如朴茨茅斯战争纪念碑和他最有名的皇家炮兵纪念碑。所有纪念碑都采用堪称贾格尔标志的战斗军人形象“汤米”，而非精神或象征人物。:19–21
建筑师托马斯·泰特曾就读格拉斯哥藝術學院，经德比计划入伍，一战期间基本在伍利奇皇家炮兵营房当制图员。战后他以设计战争纪念物闻名，多次与贾格尔合作。:170–171

## 委聘
大西部铁路成立战争纪念委员会探讨纪念形式，否决方案如通向帕丁顿站的凯旋门（与滑铁卢站的伦敦与西南铁路纪念凯旋门类似）、帕丁顿站的壁画、公司铁道网点各车站的纪念牌匾、帕丁顿站人行天桥雕刻。委员会最后拍板雕塑纪念物，公司拨款5,625英镑，与实际完工花销相比还差一千。
大西部铁路选中贾格尔设计纪念物。雷金纳德·布隆菲尔德曾向政府推荐贾格尔，消息似乎传到大西部铁路董事耳中。委员会还征求几名知名雕塑家的意见，乔治·弗兰普顿也向委员会主席欧内斯特·帕尔默推荐贾格尔。大西部铁路显然对贾格尔不够放心，密切关注工作进展，令雕塑家非常厌烦，委员会还否决他的很多设计方案。部分委员不喜欢具体人物塑像，一直施压要求采用浅浮雕，忍无可忍的贾格尔要求公司另请高明。大西部铁路总工程师得知后亲自安慰雕塑家，委员会随后以信件明确表示请贾格尔按事先约定完工。

## 设计

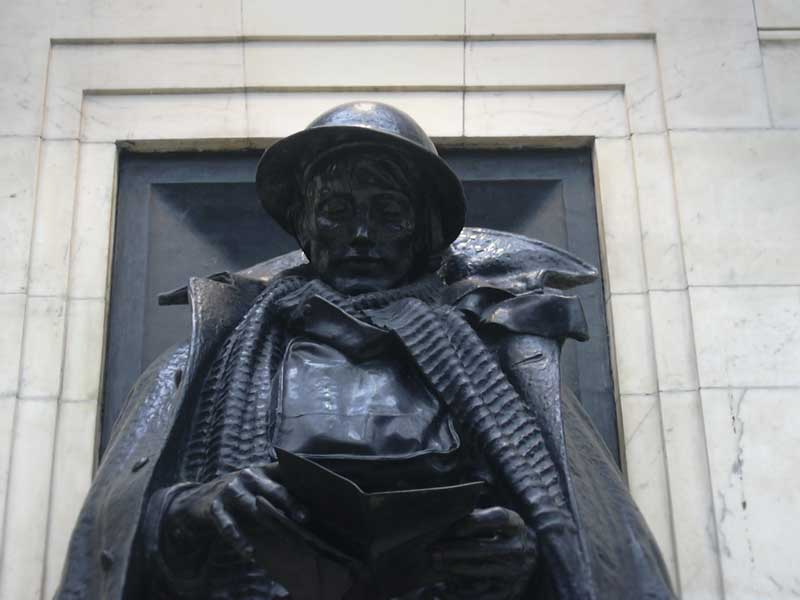
军人看家书特写，体现贾格尔非常关注细节

大西部铁路早在1915年12月首度公布伤亡统计时就开始纪念烈士，起初是把死者姓名写上光荣榜，盛放纸卷的定制木盒在帕丁顿站一站台展示，后来制出副本在公司铁路网主要车站展出:167–168。
大西部铁路战争纪念碑同样位于一站台，贾格尔创作、薩里郡泰晤士迪顿铸造厂铸造的青铜军人塑像比真人大。人物正念家书，身穿大衣、羊皮坎肩并系有围巾，头盔后靠肩膀。塑像下方是装饰基座，后面的屏风墙浮雕英國皇家海軍和皇家空军徽章。底座采用打磨的比利时花岗岩，人物双腿踩在色泽更深的阿伯丁花岗岩带上，与白色波特兰石屏风墙对比显著。石雕由泰特设计。:171大西部铁路斯温顿工厂制作的密封盒子内盛烈士名单，埋在基座下面。相比之下，利物浦街車站的大东部铁路战争纪念碑等战争纪念物都将烈士姓名刻上墙。:172出于战争纪念计划整体考虑，泰特用橡木镶板重新设计屏风墙后面的门窗；贾格尔在皇家候车室（现头等休息室）上面的木头上雕刻大西部铁路公司盾徽和皇家盾徽。
军人铜像脚下可见纪念碑主铭文：“IN HONOUR OF THOSE WHO SERVED IN THE GREAT WAR / 1914–1918 / 25,479 MEN OF THE GREAT WESTERN RAILWAY JOINED HIS MAJESTY'S FORCES / 2,524 GAVE THEIR LIVES”（纪念投身世界大战的人，1914至1918年，大西部铁路25,479人加入皇家部队，2,524人牺牲）。下面接近底部还有“IN HONOUR OF THOSE WHO SERVED IN THE WORLD WARS / 1914 † 1918 / 1939 † 1945 / 3,312 MEN AND WOMEN OF THE GREAT WESTERN RAILWAY GAVE THEIR LIVES FOR KING AND COUNTRY}}”（纪念投身世界大战的人，1914至1918年，1939至1945年，大西部铁路3,312名男女为国王、为祖国献身），是在第二次世界大战结束后新增，纪念公司二战烈士。
英格兰历史建筑暨遗迹委员会的安东尼·兰伯特称赞铜像“情感丰富、非常感人”，认为贾格尔的参战经历对真实人物刻画功不可没；学者吉尔·阿布斯努加、大卫·梅钦的战争纪念物主题著作也有相同看法:92–93。阿布斯努加和梅钦表示，军人看家书的画面令人鼻头一酸，高大人物形象、肩上厚重大衣结合铜像重量体现作品力量感:132。乔·惠特洛克·布伦德尔、罗杰·哈德森研究伦敦塑像的著作《不朽》同样指出，军旅生涯对贾格尔的雕塑影响很大，让他深知该如何表达。美术史学家、前帝国战争博物馆馆长艾伦·博格认为大西部铁路战争纪念碑可比贾格尔更有名的皇家炮兵纪念碑，两者艺术品质和力量感不相上下，堪称“20世纪英国美术绝佳典范”。

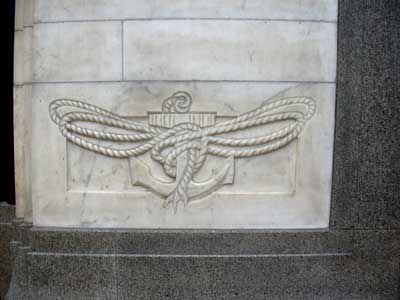
皇家海军徽章
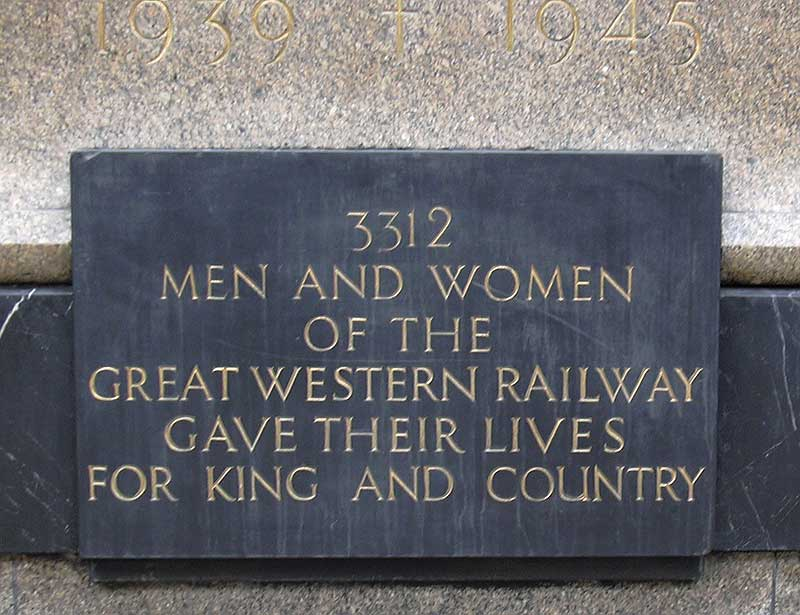
二战后新增铭文节选
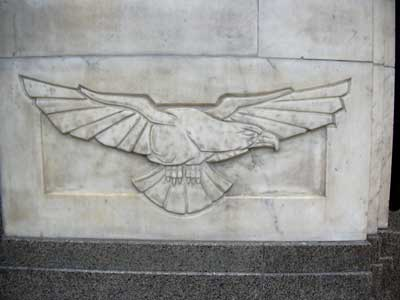
皇家空军徽章

## 历史

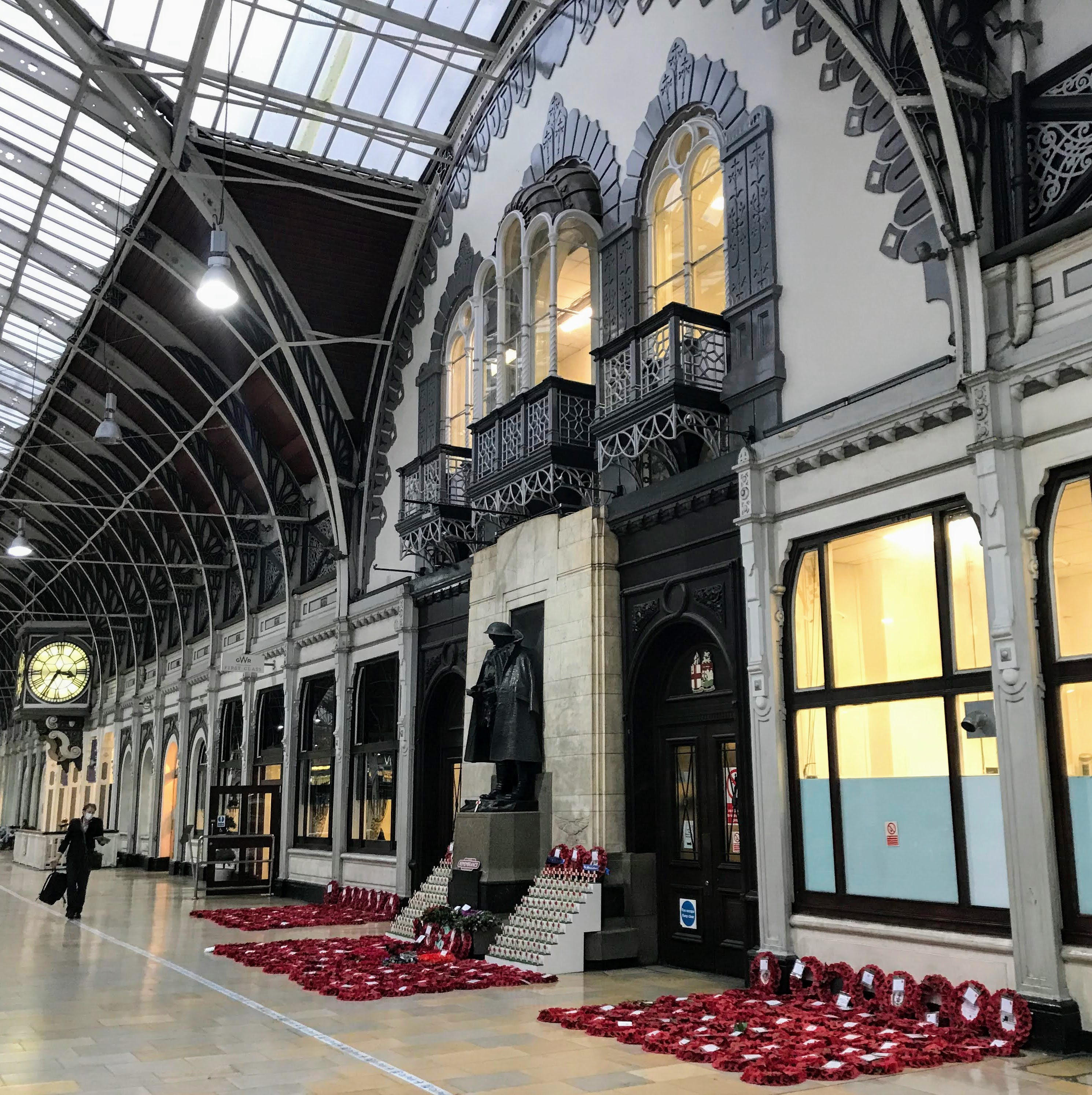
一站台角度检视纪念碑，地下花圈是为休战纪念星期日准备

1922年11月11日，六千多人齐聚帕丁顿站观看大西部铁路战争纪念碑揭幕仪式，其中绝大多数是获邀烈士家属，不少人乘专列赶来。考虑到观礼人数极多，大西部铁路在二站台和三站台建造观景台，站台间的铁轨放置货车车厢。仪式10点45分开始，首先是帕丁顿乡村教区司铎上台介绍，现场唱起《千古保佑》等赞美诗。接下来公司总裁维克多·斯宾塞揭幕，身边是坎特伯雷大主教兰德尔·戴维森和公司官员。11点现场默哀两分钟，戴维森大主教随后主持祷告，大西部铁路官员演讲赞颂职工投身战争。斯宾塞表示，铜像手上是家书而非武器，希望给予写信的亲人些许安慰。仪式最后响起国歌《天佑女王》，公司总经理菲利克斯·波尔代表全体职工献花，烈士亲友可就近察看纪念碑或悼念。:171–172
1949年11月11日，纪念碑重新揭幕，改为纪念两次世界大战的大西部铁路烈士，基座新增前述铭文。二战期间担任公司总经理的詹姆斯·米尔恩主持仪式。
1982年，伦敦英格利斯兵营邮局外立起大西部铁路战争纪念碑铜像复制品，旨在纪念英国陆军邮政队（今英军邮局）成立一百周年。英国女王伊丽莎白二世为吉尔·特威德创作的塑像揭幕，2007年塑像随部队一起迁至英国皇家空军诺霍特基地。
柴油列车积炭等环境因素令纪念碑金属部分受损，保养工作在2001年展开。2014年第一次世界大战百年纪念之际，小说家尼尔·巴特利特与凯特·普林格邀请公众向身份不定的军人写信，据称计划灵感源自大西部铁路战争纪念碑。2020年新冠病毒疫情期间公众集会受限，出行大幅减少，大西部铁路各网点社区把花圈挂上火车运到帕丁顿站，用于休战日（11月11日）纪念活动。地方社区、军方代表、退伍军人组织为开往伦敦的火车挂上花圈，象征一战时期无数军人旅程的起点。上百个花圈从60个车站出发，最后摆在纪念碑前，2021年又重复上述做法。
大西部铁路战争纪念碑位于室内，没有资格列入登錄建築，但帕丁顿站入选一级登录建筑就明确包含纪念碑。